# كارلوس مور
كارلوس مور (بالإنجليزية: Carlos Moore)‏ هو لاعب كرة قاعدة أمريكي، ولد في 13 أغسطس 1906 في كلينتون في الولايات المتحدة، وتوفي في 2 يوليو 1958 في نيو أورلينز في الولايات المتحدة.